# Steve Smith (Radsportler)
Steve „Stevie“ Smith (* 25. November 1989 in Nanaimo, British Columbia; † 10. Mai 2016 in Nanaimo, British Columbia) war ein kanadischer Mountainbiker, der im Downhill aktiv war.

## Werdegang
2010 wurde Stevie Smith Vize-Weltmeister im Downhill bei den UCI-Mountainbike-Weltmeisterschaften in Mont Sainte-Anne,  2012 belegte er Platz drei. Im Jahr 2012 erzielte er beim letzten Rennen der Saison in Hafjell seinen ersten Erfolg im UCI-Mountainbike-Weltcup.
2013, in seiner besten Saison, wurde Smith kanadischer Meister im Mountainbike-Downhill, wurde Zweiter des UCI-Rankings in dieser Disziplin und gewann die Gesamtwertung des Weltcups, der aus sechs Läufen bestand.
Sein Beiname in den Medien lautete The Canadian Chainsaw (‚Die Kanadische Kettensäge‘).
Im Mai 2016 erlitt Smith bei einem Motorradunfall schwere Gehirnverletzungen. Wenige Tage später starb er in seiner Heimatstadt Nanaimo an den Folgen.

## Ehrungen
Im Dezember 2013 wurde Steve Smith zu Kanadas Radsportler des Jahres gewählt.

## Erfolge
2010
- Weltmeisterschaften – Downhill

2012
- Weltmeisterschaften – Downhill
- ein Weltcup-Erfolg – Downhill

2013
- Kanadischer Meister – Downhill
- drei Weltcup-Erfolge – Downhill
- Gesamtwertung UCI-MTB-Weltcup – Downhill

2014
- Kanadischer Meister – Downhill